# Coulours
Coulours es una localidad y comuna francesa situada en la región de Borgoña, departamento de Yonne, en el distrito de Sens y cantón de Cerisiers.

## Demografía
| 540 | 522 | 509 | 402 | 535 | 537 | 528 | 536 | 532 | 550 | 543 | 510 | 525 | 488 | 489 | 462 | 421 | 426 | 407 | 401 | 357 | 352 | 332 | 316 | 270 | 259 | 241 | 235 | 167 | 150 | 156 | 158 | 151 |
| Para los censos de 1962 a 1999 la población legal corresponde a la población sin duplicidades (Fuente: INSEE [Consultar]) |     |     |     |     |     |     |     |     |     |     |     |     |     |     |     |     |     |     |     |     |     |     |     |     |     |     |     |     |     |     |     |     |